# Событие 201
Событие 201 (англ. Event 201) — пандемические учения, проведённые университетом Джонса Хопкинса 18 октября 2019 года в Нью-Йорке при участии Фонда Билла и Мелинды Гейтс и Всемирного экономического форума.

## Авторы модели симуляции пандемии
Автор модели симуляции пандемии — американский учёный Эрик Тонер (Eric Toner), старший научный сотрудник Центра безопасности в области здравоохранения при университете Хопкинса. В работе исследовательской группы также принимали участие Эврил Хейнс, Мартин Кнучел, Джордж Фу Гао, Адриан Томас и Стивен К. Редд.

## Моделирующая игра
В ходе игры моделировался процесс распространения пандемии вымышленного нового зоонотического коронавируса, передаваемого сначала от летучих мышей к свиньям и далее к человеку. Очагом инфекции признавались фермы Бразилии. В человеческой популяции заражение осуществлялось воздушно-капельным путём, а также при рукопожатиях и других тактильных контактах. Туристы переносят болезнь через океаны. Особенностью вируса было отсутствие эффективной вакцины и избирательная смертность населения, в основном связанная с лицами, у которых ослаблен иммунитет. Гипотетический вирус должен быть похож на вирус гриппа или ОРВИ. За 18 месяцев он должен уничтожить 65 миллионов человек по всему миру. Пандемия начинает замедляться из-за уменьшения числа восприимчивых людей. Пандемия будет продолжаться до тех пор, пока не появится эффективная вакцина или пока не будет заражено 80—90 % населения планеты. С этого момента она, скорее всего, станет эндемическим детским заболеванием. При этом мировая экономика рухнет на 11 %.
Актуальность темы «События 201» возросла после начала пандемии коронавируса в 2020 году.